# Icemaster
Icemaster est un super-vilain créé par Marvel Comics, apparu pour la première fois dans Avengers #191, en 1980. Le personnage fut en fait créé pour faire la promotion d'une marque de confiserie américaine, ayant des encarts publicitaires dans les magazines de super-héros. La page de publicité dans laquelle il est apparu a été dessinée par Frank Miller.

## Origine
On ne sait pas grand-chose de ce super-criminel.
Icemaster tenta de recréer un nouvel âge des glaces, en commençant par NYC. Il fut vaincu par la Torche Humaine, qui lui lança des parts de tarte, ce qui fit fondre la glace et lui causa cette dépendance étrange...
On le revit presque 20 ans après, embrigadé chez les Maîtres du Mal de Crimson Cowl. Il fut vaincu par les Thunderbolts et emprisonné.

## Pouvoirs
- Icemaster peut générer de la glace ou des vagues de froid. En façonnant la glace autour de lui, il peut la transformer en masse d'arme.
- Il est très vulnérable à la chaleur et subit une forte dépendance de certaines tartes sucrées.